# Huangling
Huangling (en chino, 黄陵; pinyin, Huáng·Líng) es un condado  bajo la administración directa de la Prefectura Yan'an en la Provincia de Shaanxi, República Popular China.  Su área es de km² y su población total para 2010 superó los mil habitantes.

## Administración
Desde julio de 2020, el  Condado Huangling se divide en 6 pueblos que se administran en 1 subdistrito y 5  poblados.

## Toponimia
El topónimo Huangling [/Juán- ling/] significa 'mausoleo [emperador] Amarillo', recibió ese nombre en 1944 porque en ese lugar se encuentra el Mausoleo del Emperador Amarillo (黄帝陵) el supuesto lugar de enterramiento del legendario Emperador amarillo (Huangdi). Según la leyenda, el Emperador Amarillo alcanzó la inmortalidad y ascendió al cielo, dejando atrás solo su ropa y su gorro para ser enterrado.
El mausoleo está ubicado en la montaña Qiao, al norte de Yan'an. En 1961, el Consejo de Estado lo proclamó como el primer Gran Sitio Cultural protegido por el Estado.